# Estàndards de Programació i ús aplicats al Mobile - Learning
Abans de definir el concepte de m-learning, és necessari endinsar-nos en la definició d'educació a distància i en l'aplicació de les Tecnologies de la Informació i la Comunicació (TIC) com a models d'ensenyament - aprenentatge. L'educació a distància, és entesa com un model d'ensenyament on les estratègies educatives i formes d'estudi no es realitzen mitjançant la tradicional contigüitat física contínua de professors i alumnes en edificis educatius (Aretio, 1987). Partint d'aquesta definició, Simonson (2005) descriu diferents models en funció dels recursos tecnològics utilitzats per desenvolupar-la: correspondència, mitjans pregravats, àudio bidireccional, àudio bidireccional amb gràfics, vídeo en viu unidireccional, àudio bidireccional/vídeo unidireccional, àudio/vídeo bidireccional i àudio/vídeo bidireccional de sobretaula. En aquest sentit, l'e-learning es converteix en un model d'ensenyament en si mateix, consistent en la creació d'uns estàndards d'aprenentatge que es concreten en una modalitat d'ensenyament, que s'estructura a partir del disseny, pràctica i avaluació d'un curs o pla formatiu desenvolupat a través dels ordinadors i internet (López & Leal, 2002). Moreira & Segura (2009) defineixen l'e-learning com una educació o formació oferta a individus que estan geogràficament dispersos o separats o que interactuen en temps diferits del docent emprant recursos informàtics i de telecomunicacions.
A partir de la inclusió de les TIC a l'escola, es comencen a plantejar nous dissenys metodològics amb l'ús de recursos tecnològics, entre els quals s'inclouen els processos d'ensenyament - aprenentatge mitjançant l'ús exclusiu del telèfon mòbil. Entre les múltiples definicions existents, ens centrem en les tres que més s'ajusten al model d'ensenyament del m-learning: 
“L'aprenentatge mòbil és un paradigma emergent en un estat d'intens 
desenvolupament impulsat per la confluència de tres corrents tecnològiques, poder de 
còmput ambient, ambient comunicació i el desenvolupament d'interfícies d'usuari 
intel·ligent” (Sharples, 2002).
“L'aprenentatge mòbil pot ser vist com un subconjunt d'e-learning.. E
learning és el concepte macro que inclou els entorns d'aprenentatge mòbil i en 
línia..En aquest sentit, la simple definició següent: M-learning és l'e-learning a través 
de dispositius mòbils de còmput” (Motiwalla & Quin, 2007).
“L'aprenentatge mòbil pot ser àmpliament definit com “l'explotació de 
tecnologies ubiqües de mà, juntament amb les xarxes de telèfons sense fils i mòbils, 
per facilitar, recolzar, millorar i ampliar l'abast de l'ensenyament i l'aprenentatge” 
(Ally, 2009).

## Evolució històrica del model d'ensenyament: mobile – learning.
Els antecedents del M - Learning es remunten a 1728, any en el qual s'inicia l'educació a distància per correu a Boston encara que no serà fins a mitjan 1950 quan es creuen les primeres universitats a distància.
L'evolució de l'educació a distància continua quan, entre els anys 80 i 90, es popularitza socialment l'existència d'un ordinador a cada domicili. Tal expansió, va fomentar que les editorials distribuïssin “Cursos d'Ensenyament assistit per ordinador”, creats en format CD, amb suport tutorial telefònic.
Posteriorment, amb l'arribada d'Internet, a la fi dels anys 90, principis del 2000, naixeria l'“E-learning” definit com “la modalitat formativa a distància que es recolza en la xarxa i que facilita la comunicació entre el professor i els alumnes a partir de l'ús de determinades eines síncrones i asíncrones de la comunicació”. Cabero et al. (2004). L'e-learning va potenciar el desenvolupament dels LMS de codi obert, programes informàtics a través dels quals s'administra, distribueix i controla les activitats de formació permetent la gestió i administració d'usuaris, de continguts, d'activitats i de resultats del procés d'aprenentatge/ensenyament. Entre els principals LMS de codi obert, es troben l'A-Tutor, Claroline, Dokeos i Moodle, sistemes de gestió i administració de productes d'e-learning.
En la progressiva evolució de l'e - learning, es desenvolupen diferents modalitats del mateix, entre les quals destaquen el B- Learning com a modalitat semipresencial: una combinació entre el treball presencial (a l'aula) i el treball en línia (fusionant Internet i els mitjans digitals). I el M- Learning com a modalitat basada en l'ús dels dispositius mòbils, a través dels quals, els alumnes/as són capaços de contribuir més activament al desenvolupament d'innovadors usos educatius de la tecnologia, ja que ells s'entrellacen amb altres aspectes de les seves vides en l'aprenentatge espontani, l'ensenyament de pràctiques i la intersecció amb la vida quotidiana.
La instauració del m- learning en el sistema educatiu es troba encara en una fase de reconeixement per part de la comunitat docent. No obstant això, la seva proliferació i desenvolupament només està condicionat pel temps, atès que, si observem la societat actual, comprenem que el temps disponible per a la formació és cada vegada més reduït però, alhora, més necessari. Davant aquesta realitat, la unió d'internet amb la mobilitat definit en el m - learning, es postula com un clar candidat formatiu en el futur immediat de l'educació tal com exposa, Joaquín Sotelo González, en el seu article “De l'e - learning al m- learning. Una acadèmia en cada iPhone”, en el número 81 de la revista Telos.

## Estàndards de programació aplicats al M - Learning
Amb la implantació d'un nou model d'ensenyament a través dels dispositius mòbils, es fa necessari la revisió i establiment dels estàndards de programació del procés d'ensenyament - aprenentatge i de les activitats que es van a desenvolupar a l'aula. En aquest sentit, Dodero et al (2013) afirmen que, a l'àrea de la Millora de l'Aprenentatge a través de la Tecnologia, el desenvolupament dels components programari s'orienta a construir entorns d'aprenentatge personals basats en aplicacions i serveis externs. A partir d'aquesta premissa, com a docents entenem que és necessari reformular el currículum i la programació anual de cadascun dels nivells acadèmics. Els llibres tradicionals serien substituïts per aplicacions mòbils, l'ús de les quals i disposició a l'aula requereixen d'uns estàndards específics de programació. Actualment molts professors desenvolupen material en format electrònic optimitzat per a l'ús amb dispositius mòbils, no obstant això aquest material generalment està disponible per a l'alumnat d'una assignatura específica. Això fa que la comunitat educativa especifiqui els materials educatius en termes d'Objectes d'aprenentatge, amb l'objectiu de millorar l'ús, disponibilitat i interoperabilitat dels recursos. Els estàndards més utilitzats són SCORM i TIN-CA API, sent varis els Sistemes de Gestió d'Aprenentatge capaços d'utilitzar objectes d'aprenentatge sota aquest estàndard (Ocsa, Sèrum, Herrera, & Villalba, 2014). Entenem els Objectes d'Aprenentatge com: materials educacionals amb objectius pedagògics que serveixen per donar suport al procés d'ensenyament-aprenentatge (Martín, Díaz, Plaza, Ruiz, Castro & Peire, 2011; Patokorpi, Tetard, Qiao & Sjovall, 2007).

## Ús del M - Learning
En primer lloc, hem de definir el terme d'ús associat al m- learning. El concepte d'ús prové de l'anglès “usability”, com a referència a la facilitat que un usuari pot fer ús d'una eina amb la finalitat d'aconseguir un cert objectiu. En relació amb el terme, Redish (2000) puntualitza que és necessari que els usuaris siguin capaços de “trobar el que necessiten, entendre el que troben i actuar apropiadament… dins del temps i esforç que ells consideren adequat per a aquesta tasca”. Per tant, es pot vincular l'ús a la facilitat i la practicitat. En aquest punt, l'ús del m-learning en educació se centra en els avantatges que aquest recurs aporta a l'aprenentatge.
La introducció del m - learning a l'educació, suposa un pas fonamental cap al trencament de la bretxa tecnològica existent entre els “emigrants digitals” identificats en la figura del docent i els “nadius digitals” en referència a l'alumnat com un dels problemes que existeixen avui a les aules.
Un estudi realitzat l'any 2000 per l'Organització per a la Cooperació i el Desenvolupament Econòmics (OCDE) mostra que l'aprenentatge mòbil augmenta la motivació i, al seu torn, augmenta l'assistència als cursos. El 70% dels estudiants enquestats en aquest estudi reporten un augment en la seva motivació per aprendre quan s'usen correctament els dispositius mòbils. Per tot això, l'ús del m-learning, es fonamenta en els múltiples avantatges que aquest aporta al procés educatiu:
- L'aprenentatge “anytime & anywhere”: Les tecnologies mòbils no requereixen un lloc concret i una hora predefinida. Gràcies a la seva portabilitat i la seva accessibilitat, aquests dispositius poden ser utilitzats a qualsevol moment i lloc, facilitant que l'aprenentatge s'adapti a la disponibilitat i les necessitats individuals de cada estudiant.

- La interacció: Els dispositius mòbils faciliten la comunicació entre els grups d'iguals així com entre el professorat i l'alumnat. Així mateix, el docent pot proporcionar una atenció més individualitzada als estudiants que així ho necessitin. Els alumnes integrats segons la legislació vigent a nivell nacional (LLOI, 2006; LOMCE, 2014) en el grup de necessitats específiques de suport educatiu es beneficien d'avantatges com les pantalles tàctils i apps específiques.

- El suport educatiu: La tecnologia mòbil es considera una eina pràctica en el procés d'aprenentatge per dues raons fonamentals: d'una banda, l'accés a internet, proporciona la disponibilitat instantània de multitud de continguts referents a la temàtica que s'estigui treballant en aquest moment, pàgines webs, blogs, jocs interactius... i, d'altra banda, les aplicacions que disposen tals com l'àudio, video, l'agenda, el bloc de notes, la calculadora, etc.

Segons Carlos Hernán Mora, Magíster en tecnologia educativa i mitjans innovadors per a l'educació, les característiques que enriqueixen el m- learning són:
- Aprofitament del temps.
- Promoció de l'aprenentatge autònom.
- Flexibilitat per a l'accés dels continguts en el temps i l'espai.
- Adaptabilitat al ritme d'aprenentatge individual de cadascun dels estudiants.
- Potenciació de l'aprenentatge significatiu mitjançant el disseny d'entorns instruccionals que propicien experiències identificades amb la realitat de l'alumnat.

No obstant això, s'ha de puntualitzar, que existeixen una sèrie de característiques dels dispositius mòbils que condicionen el seu ús. En aquest sentit, la millora de la pràctica educativa a través del m- learning dependrà de la recerca i l'evolució dels mateixos.
Actualment, l'ús dels dispositius mòbils es troba condicionat i, en moltes ocasions, limitat, per l'estabilitat i lentitud o rapidesa de la connectivitat repercutint directament en el rendiment de les aplicacions. Així mateix, a nivell físic, aquestes tecnologies mostren una sèrie d'inconvenients a tenir en compte:
- La reduïda grandària d'algunes pantalles limita la quantitat d'informació que es pot mostrar, impactant significativament la seva usabilidad.
- L'existència de diferents resolucions de pantalles depenent del dispositiu que es tingui.
- Els mètodes d'introducció de dades, difereixen molt dels utilitzats en els ordinadors, per la qual cosa requereixen un coneixement previ de la seva utilització.
- La memòria que tingui el dispositiu, ja que algunes apps requereixen una gran quantitat de memòria, sense la qual, no poden instal·lar-se en el dispositiu o desenvolupar-se amb normalitat.

## Conclusions
La utilització del m- learning ve marcada per la realitat social que vivim. Ens trobem en un temps “indefinit”, on els canvis se succeeixen amb avidesa i les tecnologies evolucionen i s'expandeixen a nivell mundial. Per això, els membres de la comunitat educativa hem de canviar la nostra forma de pensar, plantejar-nos diferents expectatives, centrar-nos en la recerca i a resoldre els problemes que sorgeixen dins de l'aula de manera pràctica. Els estàndards de programació tradicionals ja no són efectius lloc que l'era tecnològica ha fet que el nostre alumnat neixi amb un dispositiu digital, són els denominats “nadius digitals”, i l'educació hagi d'enunciar mesures legislatives i educatives noves per poder adaptar-se a aquesta nova situació. D'acord amb Mike Sharples (2002), l'aprenentatge a través del mòbil ha d'incloure els processos (tant personals com a públics) que permeten arribar a conèixer a través de l'exploració i de la conversa múltiples contextos entre persones i tecnologies interactives.
En conclusió, el futur del m - learning en educació depèn del creixent desenvolupament de les tecnologies enfocades cap a l'aprenentatge, en la creació i desenvolupament d'activitats apropiades partint de la motivació i les necessitats de l'alumnat i de l'aprofitament de les característiques i avantatges que aquests dispositius ens proporcionen a nivell d'accessibilitat, ubiqüitat i aprenentatge individualitzat.